# 문극겸
문극겸(文克謙, 1122년~1189년) 은 고려의 문신이다. 본관은 남평(南平), 자는 덕병(德柄), 시호는 충숙(忠肅)이다.

## 생애
문공유(文公裕)의 장남이며, 조선 태조의 7대 외조부이다.
문극겸은 일찍부터 글을 잘 지었다. 큰아버지 문공인(文公仁)이 고관 대작이라서 그의 문음(文蔭)의 혜택으로 산정도감판관(刪定都監判官)이 된 뒤 여러 번 과거에 응시하였으나 낙방했다. 그 뒤 의종 때 문과에 급제하였으며 좌정언(左正言)으로 있을 때 의종의 총애를 받던 내시 백선연 등의 잘못을 비판하는 상소했다가 왕의 노여움을 사 좌천되었다.
그 후 의종은 문극겸의 상소가 정당한 것임을 알고 복관시킨 뒤, 벼슬을 올려주었다. 1170년 정중부 등 무신들이 정권을 잡아 명종을 왕위에 앉히고 문신들을 마구 처벌하였는데, 그는 이의방의 인척인 점으로 무사히 살아났으며, 이의방과 가까운 점을 활용하여 이때 이공승(李公升) 등 많은 문신들을 구해 주었다. 명종이 즉위하자 이의방(李義方)의 추천으로 우승선(右承宣)·어사중승(御史中丞)이 되고 무신정권의 자문역으로 무신들에 대하여 고사(故事)의 자문에 응하였다. 그 뒤 용호군대장군(龍虎軍大將軍)을 겸하였고 뒤 그 재상이 된 뒤에도 상장군을 겸임하였다.
1187년, 관직이 권판상서이부사(權判尙書吏部事)에 이르렀다. 직언을 서슴지 않기로 하여 유명하였다. 그는 재상이 된 후, 상장군을 겸임하여 최세보와 함께 <의종실록>을 편찬하였다.

## 사후
청백리로 칭송받았다.

## 가족
- 조부 - 문익(文翼) : 우산기상시(右散騎常侍)
  - 아버지 - 문공유(文公裕, 1088년 ~ 1159년) : 지문하성사(知門下省事)·형부상서(刑部尙書)·검교태자태보(檢校太子大保)
- 외조부 - 한안인(韓安仁, ? ~ 1122년)[1] : 중서시랑평장사(中書侍郞平章事), 문열공(文烈公)
  - 어머니 - 단주 한씨(湍州韓氏)
    - 부인 - 좌산기상시(左散騎常侍)·동지추밀원사(同知樞密院事) 이시민(李時敏)의 딸[1]
      - 장남 - 문후식(文侯軾, ? ~ ? ) : 대부경, 도병마사
      - 차남 - 문유필(文惟弼, ? ~ 1228년) : 참지정사(叅知政事)·판예부사(判禮部事)
      - (관찬사서인 고려사 문극겸전에 아들은 후식과 유필이다라고 기록하고 있으므로 이에 근거함)
      - 첫째 사위 - 임부(任溥)[1] : 증 이부상서(吏部尙書) 한림학사(翰林學士)
      - 둘째 사위 - 차거수(車擧首)[1] : 직사관(直史館)
      - 셋째 사위 - 문득려(文得呂, ? ~ 1196년)[1] : 상장군(上將軍)
      - 넷째 사위 - 이린(李璘) : 내시집주(內侍執奏)- 태조 이성계의 6대조
      - 다섯째 사위- 이거(李琚): 이의방, 이린의 동생

### 사위
문극겸은 그의 두 딸이 무신 정변의 주역이기도 한 이의방의 동생인 이린에게 시집갔다. 그러나 문극겸은 이의방과 친하지도 않았고, 무인들에게 아부하지도 않았다. 그러나 이린의 장인인 덕에 무신 정변 이후에도 목숨을 유지할 수 있었다.

## 문극겸이 등장한 작품
- 《무인시대》 KBS 드라마, 2003년~2004년, 배우:김종결

## 참고 문헌
- 고려사
- 고려사절요
- 동사강목